# Tour of Hainan 2011
Die 6. Tour of Hainan war ein Rad-Etappenrennen, das vom 20. bis zum 28. Oktober 2011 auf der zu China gehörenden Insel Hainan stattfand. Es wurde in neun Etappen über eine Gesamtdistanz von 1400 Kilometern ausgetragen. Das Rennen war Teil der UCI Asia Tour 2012 und dort in die höchste Kategorie 2.HC eingestuft. Damit erhielten die ersten fünfzehn Fahrer der Gesamtwertung und die ersten acht jeder Etappe sowie der Träger des Gelben Trikots des Gesamtführenden nach jeder Etappe Punkte für die Asia-Rangliste.
Gesamtsieger der Rundfahrt wurde der Kasache Valentin Iglinskiy vom Pro Team Astana, der damit seinen Vorjahrestitel verteidigen konnte. Er siegte mit 13 Sekunden Vorsprung auf den Zweitplatzierten Südafrikaner Reinardt Janse van Rensburg (MTN Qhubeka). Das Podium wurde komplettiert vom Deutschen Alexander Schmitt vom Team Eddy Merckx-Indeland.

## Teilnehmer
Das Starterfeld der Rundfahrt war international besetzt, viele Mannschaften und Fahrer aus Europa oder auch Amerika nahmen teil. Mit dem Team Astana stand ein ProTeam am Start, außerdem nahmen vier Professional Continental Teams am Rennen teil. Hinzu kamen vierzehn Continental Teams, darunter ARBÖ Gebrüder Weiss-Oberndorfer aus Österreich, Atlas Personal aus der Schweiz, das Team Differdange-Magic-SportFood.de aus Luxemburg und das Team Eddy Merckx-Indeland aus Deutschland, sowie zwei Nationalmannschaften.
| ProTeams Pro Team Astana Professional Continental Teams CCC Polsat Polkowice Geox-TMC Skil-Shimano Team Type 1-Sanofi Aventis Nationalmannschaften Volksrepublik China Hongkong | Continental Teams China 361° Cycling Team Aisan Racing Team ARBÖ Gebrüder Weiss-Oberndorfer Atlas Personal Champion System Drapac Giant Kenda Cycling Team | Team Eddy Merckx-Indeland MTN Qhubeka Perutnina Ptuj Tabriz Petrochemical Team Team Differdange-Magic-SportFood.de Terengganu Cycling Team La Pomme Marseille |

## Strecke
Die Tour of Hainan 2011 führte über weitgehend flaches Terrain und war daher ideales Terrain für die Sprinter. Startort war Sanya im Süden der Insel. Die erste Etappe führte das Feld nach Nordosten und dann ins Landesinnere nach Wuzhishan. Am zweiten Tag waren nur 89 Kilometer rund um Wuzhishan zurückzulegen. Danach stand noch ein Transfer in das südlich in Ufernähe gelegene Xinglong an, wo am nächsten Tag die dritte Etappe startete, die die Teilnehmer nach Norden in die Stadt Wenchang führte.
Die vierte Etappe verlief von Wenchang auf die Westseite der Insel nach Haikou. Nach dem folgenden Abschnitt nach Chengmai stand die längste Etappe der Rundfahrt auf dem Programm, die über 202 Kilometer von Danzhou nach Dongfang in den äußersten Südwesten der Insel führte. Von dort ging der Weg nach Süden zurück nach Sanya, wo die Tour of Hainan mit einem 88 Kilometer langen Rundkurs (sechs Runden) in der Stadt endete.

## Etappen
| Etappe | Tag         | Start – Ziel        | Typ         | km    | Etappensieger      | Gesamtwertung      |
| ------ | ----------- | ------------------- | ----------- | ----- | ------------------ | ------------------ |
| 1.     | 20. Oktober | Sanya > Wuzhishan   | Flachetappe | 163,5 | Justin Jules       | Justin Jules       |
| 2.     | 21. Oktober | Wuzhishan           | Flachetappe | 88,6  | Yasuharu Nakajima  | Justin Jules       |
| 3.     | 22. Oktober | Xinglong > Wenchang | Flachetappe | 161,6 | Tom Veelers        | Justin Jules       |
| 4.     | 23. Oktober | Wenchang > Haikou   | Flachetappe | 163,8 | Deon Locke         | Justin Jules       |
| 5.     | 24. Oktober | Haikou > Chengmai   | Flachetappe | 151,6 | Anuar Manan        | Justin Jules       |
| 6.     | 25. Oktober | Chengmai > Danzhou  | Flachetappe | 201,6 | Kenny van Hummel   | Justin Jules       |
| 7.     | 26. Oktober | Danzhou > Dongfang  | Flachetappe | 196   | Kenny van Hummel   | Justin Jules       |
| 8.     | 27. Oktober | Dongfang > Sanya    | Flachetappe | 184,7 | Valentin Iglinskiy | Valentin Iglinskiy |
| 9.     | 28. Oktober | Sanya               | Flachetappe | 88,2  | Kenny van Hummel   | Valentin Iglinskiy |

## Rennverlauf
Die erste Etappe endete in einem Massensprint, in dem der Franzose Justin Jules (La Pomme Marseille) den Vorjahressieger der Rundfahrt, Valentin Iglinskiy (Pro Team Astana) bezwingen und sich das Gelbe Trikot des Gesamtführenden überstreifen konnte.
Am zweiten Tag sah das Rennen mit Yasuharu Nakajima vom Aisan Racing Team einen Solosieger, der allerdings in der Gesamtwertung schon abgeschlagen war und deshalb den Führenden Jules nicht gefährden konnte, der im Sprint des Feldes hinter Kenny van Hummel Tagesdritter wurde und dank der Zeitbonifikationen seinen Vorsprung in der Gesamtwertung auf Iglinskiy auf fünf Sekunden ausbauen konnte.
Der dritte Tagesabschnitt wurde dann wieder in einem Massensprint entschieden, Tom Veelers (Skil-Shimano) war hier der Schnellste vor seinem Landsmann und Teamkollegen van Hummel. Jules baute seine Gesamtführung dank der Bonifikationssekunden an einem Zwischensprint auf sieben Sekunden aus.
Drei Ausreißer konnten sich am vierten Tag der Rundfahrt mit einigen Sekunden Vorsprung vor dem Hauptfeld ins Ziel retten, wobei Deon Locke von Champion System vor Ma Hainjun (China) und Wong Kam Po den ersten Etappensieg für ein chinesisches Team holte. Das Feld wurde erneut von Tom Veelers angeführt. Der Deutsche Alex Schmitt vom Team Eddy Merckx-Indeland verbesserte sich auf Rang drei der Gesamtwertung, zeitgleich mit Iglinskiy.
Die fünfte Etappe sah in einem Massensprint einen Doppelsieg des Terengganu Cycling Team aus Malaysia: Anuar Manan setzte sich vor Mohamed Harrif Salleh durch. Kenny van Hummel übernahm das Trikot des Punktbesten, das er auch am Ende der Rundfahrt tragen sollte.
Van Hummel war es auch, der einen Tag darauf im Sprint für den zweiten Erfolg von Skil-Shimano bei der Tour of Hainan 2011 sorgte. Peter Erdin aus der Schweiz von Atlas Personal wurde hinter Salleh Tagesdritter, während Valentin Iglinskiy seinen Rückstand in der Gesamtwertung auf Jules auf sechs Sekunden reduzieren konnte.
Auch die siebte Etappe ging im Massensprint an van Hummel, Justin Jules verteidigte noch einmal sein Gelbes Trikot als Tagesvierter.
Doch auf dem folgenden vorletzten Tagesabschnitt wurde der Franzose abgehängt und verlor fast 25 Minuten auf die Spitze. Titelverteidiger Valentin Iglinskiy gewann die Etappe im Sprint des Feldes und schlüpfte damit auch ins Gelbe Trikot. Durch seinen dritten Tagesrang konnte sich Reinardt Janse van Rensburg von MTN Qhubeka dank der damit verbundenen Zeitbonifikation in der Gesamtwertung noch vor den Deutschen Alex Schmitt auf Platz zwei schieben.
Zum Abschluss der Rundfahrt siegte im Massensprint erneut Kenny van Hummel in seinem letzten Rennen für Skil-Shimano, er wechselte zur Saison 2012 zu Vacansoleil-DCM. Zugleich eroberte er auch das Punktetrikot von Iglinskiy zurück. Justin Jules wurde zum Abschluss noch einmal Tagesdritter, den Gesamtsieg sicherte sich aber der Vorjahressieger Valentin Iglinskiy aus Kasachstan. Zweitbester Deutscher in der Gesamtwertung hinter dem Drittplatzierten Alex Schmitt wurde dessen Teamkollege Matthias Bertling als Sechster.

### Wertungstrikots im Rennverlauf
| Etappe | Gesamt             | Punkte             | Berg              | Team         |
| ------ | ------------------ | ------------------ | ----------------- | ------------ |
| 1.     | Justin Jules       | Justin Jules       | Maurizio Gorato   | Drapac       |
| 2.     | Justin Jules       | Justin Jules       | Julien Antomarchi | Drapac       |
| 3.     | Justin Jules       | Valentin Iglinskiy | Julien Antomarchi | Skil-Shimano |
| 4.     | Justin Jules       | Valentin Iglinskiy | Julien Antomarchi | Skil-Shimano |
| 5.     | Justin Jules       | Kenny van Hummel   | Julien Antomarchi | Geox-TMC     |
| 6.     | Justin Jules       | Kenny van Hummel   | Maurizio Gorato   | Geox-TMC     |
| 7.     | Justin Jules       | Kenny van Hummel   | Maurizio Gorato   | Geox-TMC     |
| 8.     | Valentin Iglinskiy | Valentin Iglinskiy | Maurizio Gorato   | Geox-TMC     |
| 9.     | Valentin Iglinskiy | Kenny van Hummel   | Maurizio Gorato   | Geox-TMC     |